# Castelli Animati
Castelli Animati è stato un festival cinematografico internazionale dedicato al cinema di animazione che si è svolto annualmente a Genzano di Roma per 14 edizioni, dal 1996 al 2010, nel mese di novembre. Il festival era organizzato dall'Associazione Consorzio Imprese Castelli Romani.
Nel 1998 la direzione artistica è affidata a Luca Raffaelli.

## Retaggio
Tra i tanti concorsi presenti nel festival, il concorso Tutto Digitale è sopravvissuto per qualche anno all'interno del Romics col nome Concorso Romics - I Castelli Animati - Tutto Digitale.